# 小林可奈子
小林 可奈子（こばやし かなこ、旧姓は谷川（たにかわ）、1970年5月24日- ）は、埼玉県出身の自転車競技（MTB・クロスカントリー・ダウンヒル）選手。青山学院大学出身。MTBクラブ安曇野主宰 。

## 来歴
1994年の全日本マウンテンバイク選手権大会においてクロスカントリーとダウンヒルの二種目で日本一となる。1996年アトランタオリンピックにマウンテンバイク・クロスカントリー代表として出場し23位となった。同年のアジア選手権で優勝。1997年にワールドカップ第二戦でクロスカントリー日本人最上位となる10位になっている。1999年の全日本選手権で2度目のタイトルを獲得。その後競技者として一線を退いたものの、2009年全日本選手権に7年ぶりに出場し4位となる。 2011年JCF MTB ジャパンシリーズ第四戦・白馬で優勝するなど参戦の機会が増え、2013年には全日本選手権で3位登壇、2014年にはJCF MTB ジャパンシリーズを制しシリーズタイトルを獲得した。2015年JCF MTB ジャパンシリーズに変わって開催されたCoupe du Japonでシリーズ優勝し、シリーズ二連覇を達成。2017年全日本選手権で18年ぶりに３度目の日本一の座を手にした。選手としての活動の他、居住地である長野県安曇野市にMTBクラブチームを設立してMTBを中心とした活動を主宰している。

## 主な戦績
1994年
- 全日本選手権 XC 1位
- 全日本選手権 DH 1位

1996年
- アトランタオリンピック代表・23位
- アジア選手権 XC 優勝。

1997年
- ワールドカップ #2 New Zealand - Wellington 10位
- 世界選手権 スイス シャトー・デー XC 27位
- 全日本選手権 XC 2位

1998年
- 世界選手権 カナダ モン・サンタンヌ XC 43位
- アジア競技大会 XC 2位

1999年
- 世界選手権 スウェーデン オーレ XC 35位
- 全日本選手権 XC 優勝

2000年
- 全日本選手権 XC 2位

2002年
- 全日本選手権 XC 2位

2009年
- 全日本選手権 XC 4位

2013年
- 全日本選手権 XC 3位

2014年
- 全日本選手権 XC 4位
- JCF MTB ジャパンシリーズ 総合優勝

2015年
- 全日本選手権 XC 2位
- Coupe du Japon ナショナルランキング XC Women Elite 総合1位

2016年
- 全日本選手権 XC 3位
- Coupe du Japon ランキング XC Women Elite 総合2位

2017年
- 全日本選手権 XC 優勝
- Coupe du Japon ランキング XC Women Elite 総合1位